# Balero
El balero, boliche, emboque, enchoque, capirucho, choca, coca o perinola es un juguete de malabares compuesto de un tallo, generalmente de madera, unido por una cuerda a una bola; esta tiene uno o varios agujeros de un diámetro ajustado al tallo. El objetivo del juego es hacer incrustar un eje delgado del tallo al hueco del mazo.

## Varios nombres
Este juguete tradicional se le conoce con diversos nombres:
| País        | Nombre del juguete |
| ----------- | ------------------ |
| Argentina   | balero             |
| Bolivia     | choca o enchoque   |
| Brasil      | bilboquet          |
| Chile       | emboque            |
| Colombia    | coca o balero      |
| Ecuador     | balero             |
| El Salvador | capirucho          |
| España      | boliche            |
| Francia     | bilboquet          |
| Guatemala   | capirucho          |
| Honduras    | capirucho          |
| Paraguay    | bolero             |
| Perú        | bolero             |
| Japón       | kendama (けん玉)   |
| México      | balero             |
| Uruguay     | balero             |
| Venezuela   | perinola           |

## El juego en diferentes países

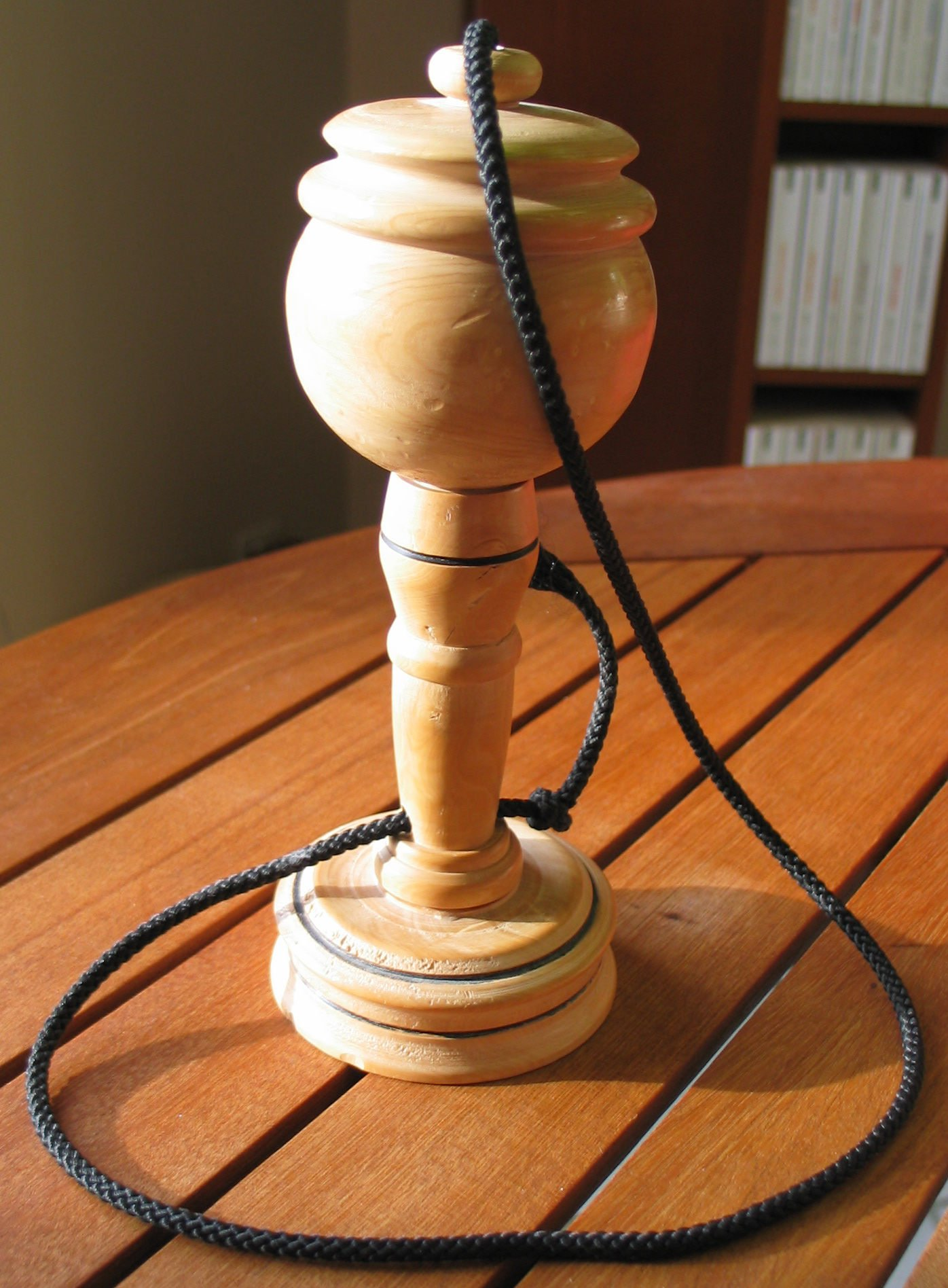
Bilboquet francés con madera de boj.

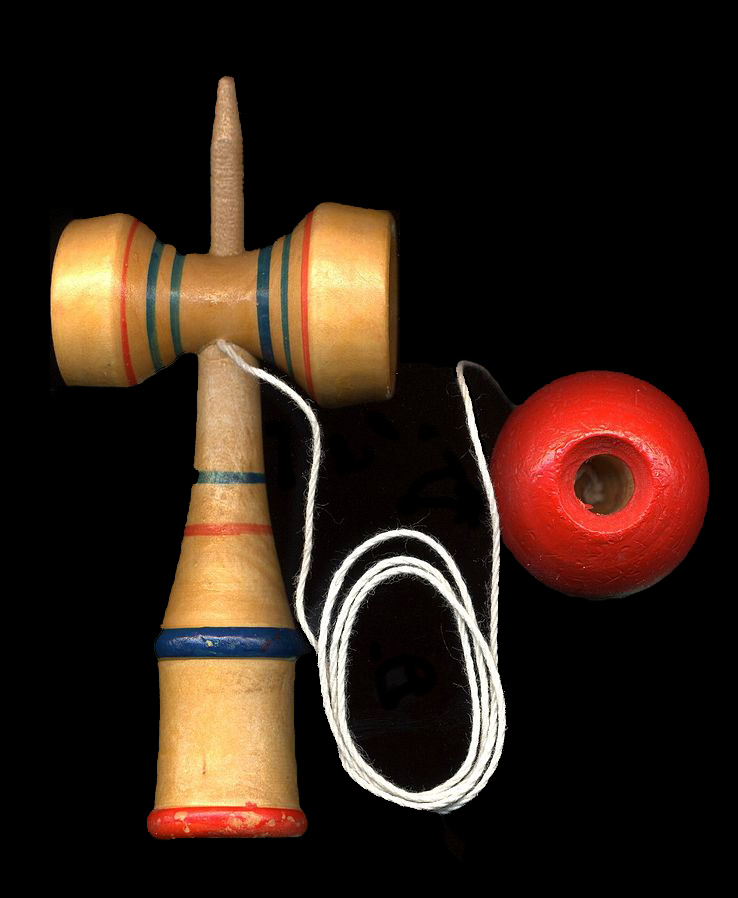
El kendama japonés.

Argentina, Ecuador, México y Uruguay
Es conocido con el nombre de balero.
ChileConocido como emboque, es considerado un juego tradicional en el país. Es un objeto de artesanía en madera, usualmente con un agujero en el mazo de entre 4 a 5 centímetros. Se juega de manera individual o con más personas, en cuyo caso gana quien hace más número de emboques ininterrumpidamente. Se trata de una maza de madera ahuecada en el centro y unida a un eje espigado, también de madera, que se sostiene en la mano contraria. La idea es "embocar", es decir tratar de insertar el eje en el hueco de la maza con movimientos oscilatorios de la maza, sin llegar a tocarlo.
ColombiaEs un juguete de mucha difusión en todo el país, especialmente en Boyacá, Santander, Antioquia, Valle y Nariño. Se le dan varios nombres, siendo conocido como coca en Norte de Santander, en la costa colombiana es conocida como coca y balero en el valle.
El Salvador y GuatemalaLlamado capirucho, ha sido popular juguete en la mayor parte del siglo XX. Existen versiones de distintos tamaños tanto de madera, de morro, como de plástico.
EspañaEs conocido como boliche.
FranciaEl bilboquet es una esfera cuyo impulsor consta de una vara para insertar la esfera como en un balero, y por el otro extremo una copa.
PerúConocido como bolero, consiste en una esfera atada a una vara impulsora atada a una esfera con un agujero cilíndrico estrecho.
JapónLlamado kendama, consiste en una esfera atada a un impulsor con dos copas en el centro de seguridad, y una más del otro lado de la vara donde entra la esfera, de manera que se pueda jugar de cuatro formas distintas. Su nombre proviene de "ken" ("espada", por la forma del impulsor, semejante al mango de una espada) y "tama" ("esfera").
VenezuelaSe le conoce como perinola y es un juguete tradicional como el trompo y las metras. Inicialmente la perinola era construida artesanalmente con latas vacías y palos o tallando las partes en madera, pero actualmente también se fabrican con plástico.

## Origen
En América Latina es considerado un juego tradicional en muchos países y se ha rastreado su uso desde épocas precolombinas.[cita requerida]
En Yucatán se ha encontrado un tratado maya que data del período clásico (entre el 250 y el 950) sobre un juego autóctono parecido, pero en el cual las bolas eran cráneos humanos.[cita requerida]
En las etnias precolombinas de América aparece este juguete como parte de la idiosincrasia infantil y la artesanía local en países como México, Guatemala, El Salvador, Perú, Colombia, Chile y Venezuela. 
Los grabados más antiguos que muestran jugadores de balero en Francia son del siglo XVII.
La palabra misma que la designa, bilboquet, tiene una etimología discutida: el término habría aparecido por primera vez en 1534 como unión de las palabras «bille» («pequeña bola» o «palito») y «bouquet» (diminutivo de boca o de bola), aunque otros autores dicen que el término deriva de la palabra «bilbo», especie de tallo que servía para inmovilizar los pies de los prisioneros.
Miguel de Cervantes afirmó que los bilbos, espadas con punta y bola fabricadas en Bilbao, existían ya desde el siglo XI.
El rey de Francia Enrique III lanzó la moda del balero durante su reinado, que se extendió entre 1574 y 1589. Al monarca le gustaba jugarlo durante sus paseos.

## Forma
El balero consta de tres elementos:

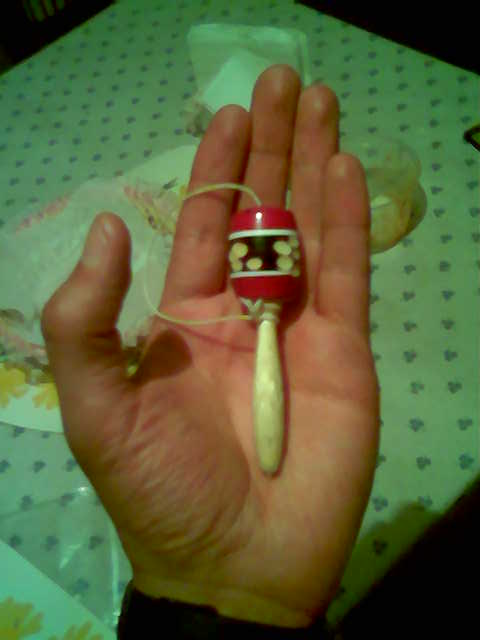
Un balero miniatura.

1. Un impulsor, que consiste en un palo redondo alargado de madera que tiene tres partes, a saber: el boleador en la parte inferior de mayor longitud, en el que se coloca la mano del jugador; el centro de seguridad, que es más grueso que el impulsor y el eje, ubicado aproximadamente a las tres cuartas partes y cuyo propósito es detener la caída del mazo y la vara o eje en la parte superior de menor longitud, en la que debe caer el hueco del mazo. Algunas personas colocan estos peroles metálicos o una tachuela en la parte superior más delgada de la vara. El impulsor es muy ligero en relación con el peso del mazo.
2. Un mazo en forma de barrilito, con un orificio central relativamente grueso en su parte inferior, en el cual debe encajar el eje del impulsor en el desarrollo del juego, y un orificio delgado en la parte superior.
3. Una cuerda que une el impulsor con el mazo.

Existen baleros de diversos tamaños. En la ilustración superior se muestra uno mediano y uno grande. También hay extra grandes y minis, como el mostrado en la ilustración inferior, con los cuales es más difícil atinarle. Es un buen juguete educativo cuyo principal propósito es el desarrollo de la motricidad fina del brazo del niño o del adulto. Es fabricado por muchos artesanos de madera en diferentes regiones de Europa y Latinoamérica.

## Precauciones
Para evitar posibles accidentes en la mano o en los objetos adjuntos, deben observarse unas instrucciones mínimas de seguridad:
- El tamaño del juguete no debe ser muy grande para el niño.
- La cuerda no debe ser ni muy corta ni muy larga, proporcional a las dimensiones del juguete. Es muy importante que la cuerda sea bien resistente y esté bien anudada en sus dos extremos, para evitar que se zafe.
- Asegurarse que la mano del niño queda por debajo del centro de seguridad del impulsor.
- Al bolear el juguete, supervisar la precaución del niño respecto de su cuerpo y de los que tiene alrededor para evitar contusiones con el mazo.
- Procurar jugar en espacios abiertos, lejos de objetos frágiles que pudiesen ser golpeados por el mazo.